# Комуналь д’Ашоваль
«Камп д’Эспортс д’Ашоваль» (кат. Estadi Comunal d'Aixovall) — бывший футбольный стадион, располагавшийся в местечке Ашоваль в общине Сан-Жулиа-де-Лория. Стадион со всех сторон окружён горами. Принадлежит Футбольной федерации Андорры. Открыт в 1999 году. На стадионе проводятся матчи Примера и Сегона Дивизио. Свои матчи здесь также проводит клуб «Андорра», выступающий в системе лиг Испании.
На стадионе находилась одна трибуна, накрытая навесом. «Комуналь д’Ашоваль» вмещал 899 зрителей (третий по вместимости стадион в Андорре). В состав комплекса входило тренировочное поле. Некоторое время стадион назывался DEVK-Arena в результате спонсорского соглашения. Снесён в 2016 году.